# Бастија (Верчели)
Бастија (итал. Bastia) је насеље у Италији у округу Верчели, региону Пијемонт.
Према процени из 2011. у насељу је живело 143 становника. Насеље се налази на надморској висини од 181 м.